# 石津北停留場
石津北停留場（いしづきたていりゅうじょう）は、大阪府堺市西区浜寺石津町中1丁にある、阪堺電気軌道阪堺線の停留場。駅番号はHN27。

## 概要
乗客が減少している阪堺電気軌道に対する堺市の支援策の一環として、駅間距離の長かった東湊停留場 - 石津停留場間に新駅として開設された。阪堺線の新駅開設は南海電気鉄道時代末期の1980年（昭和55年）に開業した今船停留場以来35年ぶりで、阪堺電気軌道としては初の新駅である。なお、開業記念セレモニーには斉藤雪乃が1日PR駅長として参加した。

## 歴史
- 2015年（平成27年）2月1日：開業[1][3]。

## 停留場構造
今船駅と同じく千鳥式ホームであり、天王寺駅前・恵美須町方面も浜寺駅前方面も共に大阪府道34号堺狭山線（泉北1号線）の踏切を過ぎた所にホームが設けられている。
特徴
- 天王寺駅前・恵美須町方面のホームには北出入口と南出入口の2箇所の出入口がある。北出入口は階段のみ、南出入口はスロープだけである。
- 浜寺駅前方面のホームはスロープの出入口が1つだけである。
- 当停留所は2016年（平成28年）1月31日に宿院停留場が移設されるまでは、唯一LED式の接近案内表示機が設置されていた。
- 駐輪場は浜寺駅前方面側の線路沿いに2ヵ所（踏切を挟んで1ヵ所ずつ）設けられている。

## 停留場周辺
- 南海電気鉄道南海本線 石津川駅
- 堺市立浜寺石津小学校

## 隣の停留場
阪堺電気軌道
■阪堺線
東湊停留場 (HN26) - 石津北停留場 (HN27) - 石津停留場 (HN28)
- （）内は駅番号を示す。なお、当停留場の駅番号HN27はナンバリング開始時は欠番であったが2015年（平成27年）2月1日に開業した当停留場に充てられた。